# الحياة كمنزل (فلم)
الحياة كمنزل (بالإنجليزية: Life as a House) فيلم دراما أمريكي صادر في سنة 2001، من إخراج وإنتاج إروين وينكلر. السيناريو من كتابة مارك أندروس، ويتحدث الفيلم عن رجل يسعى لإصلاح علاقته مع زوجته السابقة وابنه المراهق بعد تشخيصه بسرطان مزمن.

## روابط خارجية
- مقالات تستعمل روابط فنية بلا صلة مع ويكي بيانات